# Том на ферме
«Том на ферме» (фр. Tom à la ferme) — кинофильм режиссёра Ксавье Долана, вышедший на экраны в 2013 году. Сюжет ленты основан на пьесе Мишеля Марка Бушара. Премьера картины состоялась в рамках основного конкурса 70-го Международного кинофестиваля в Венеции, где она получила приз ФИПРЕССИ.

## Сюжет
Действие происходит в сельской местности Канады. Молодой копирайтер Том приезжает сюда на похороны своего любовника Гийома. Здесь он знакомится с Агатой, матерью Гийома, с которой раньше никогда не встречался. Выясняется, что Агата не знала о том, что её сын являлся геем и находился в отношениях с Томом. Франсис, брат Гийома, изо всех сил пытается убедить женщину, что покойный был влюблён в благопристойную девушку и вот-вот должен был на ней жениться. Тому невольно приходится подыгрывать Франсису, подтверждая ложь.

## В ролях
- Ксавье Долан — Том
- Пьер-Ив Кардинал — Франсис
- Лизе Рой — Агата
- Эвелин Брошу — Сара
- Мануэль Тадрос[англ.] — бармен

## Награды и номинации
- 2013 — приз ФИПРЕССИ на Венецианском кинофестивале.
- 2013 — участие в конкурсной программе Лондонского кинофестиваля.
- 2014 — 8 номинаций на премию «Джини»: лучший фильм, режиссура (Ксавье Долан), адаптированный сценарий (Ксавье Долан, Мишель Марк Бушар), актёр второго плана (Пьер-Ив Кардинал), актриса второго плана (Эвелин Брошу), оригинальная музыка (Габриэль Яред), звук, звуковой монтаж.

## Отзывы
«Том на ферме» получил преимущественно положительные отзывы от критиков. Рейтинг фильма на сайте Rotten Tomatoes составляет 81%.
Леля Смолина из GQ назвала ленту Долана «узнаваемой, очень эмоциональной, в чём-то бесстрашной». Полина Рыжова из журнала «Сеанс» отмечает: «В „Томе на ферме“ остается все то, за что этого молодого режиссёра обычно любят и не любят, только все это теперь можно смотреть без извиняющих комплиментов. В конце концов, надо признать, сегодня мало кто умеет так точно снимать хрупкую нервическую мужественность. В любом случае, после своего фермерского триллера Долан набрал кинематографический вес…» Валерий Кичин на странице «Российской Газеты» подверг фильм критике за «дурную театральность», «ненатуральность диалогов» и «фальшивые ноты», назвав его «странным триллером, в котором от перенасыщенности страстями люди смеются».
Ряд критиков сравнили новый фильм режиссёра с экранизациями Патриции Хайсмит и с ранними работами Романа Полански.